# ستانيسلاس بريتون
ستانيسلاس بريتون (بالفرنسية: Stanislas Breton)‏ هو عالم عقيدة وفيلسوف فرنسي، ولد في 3 يونيو 1912 في غرادينيان في فرنسا، وتوفي في 2 أبريل 2005 في Bry-sur-Marne ‏ في فرنسا.